# Bobo et ses amis

Bobo et ses amis (titre original en allemand : Bobo und die Hasenbande 2 - Abenteuer im Wald) est un long métrage d'animation américano-germano-hongrois réalisé par József Gémes et sorti en Hongrie en 1997. Il s'agit de la suite du film d'animation Le Septième petit frère (1991).

## Résumé
Aidé par Théo et ses frères et sœurs lapereaux et de M. Hibou (ses amis présents dans le premier film), Bobo doit aider les animaux de la forêt à faire face à une bande de trafiquants sans scrupules qui cherche de capturer des animaux.

## Fiche technique
- Titre original : Bobo und die Hasenbande 2 - Abenteuer im Wald
- Titre français : Bobo et ses amis
- Réalisation : József Gémes
- Pays :  Allemagne,  Hongrie,  États-Unis
- Date de sortie : (Allemagne) 1997

## Éditions en vidéo
En France, le film a été édité en DVD par TF1 Vidéo en 1997.